# جهی
دیوِ جَهی از دیوهای شناخته‌شده در آیین زردشتی است و نمادی از پلیدی‌های زنانه و روسپی‌گری به‌شمار می‌رود. این دیو در اسطورهٔ آفرینش نقش تخریبی عمده‌ای داشته است.